# Kopalnia Węgla Kamiennego „Piast” (Bieruń)
Kopalnia Węgla Kamiennego Piast (początkowo Bieruń Nowy) – polska kopalnia węgla kamiennego znajdująca się w Bieruniu, działająca samodzielnie od 1972 do 1 lipca 2016, obecnie ruch Kopalni Węgla Kamiennego Piast-Ziemowit.
Obecnie w granicach kopalni pozostaje obszar górniczy o powierzchni 78,873 km². Podzielony jest na dwa rejony:
- „Ruch I” – obejmuje gminy: Bieruń, Bojszowy, Chełm Śląski, Chełmek, Lędziny i Oświęcim.
- „Ruch II” – obejmuje gminy: Bieruń, Bojszowy, Brzeszcze i Miedźna.

Kopalnia w I półroczu 2014 zatrudniała 5544 pracowników, a wypracowany zysk wynosił 15,97 zł na tonie wydobytego węgla.

## Historia

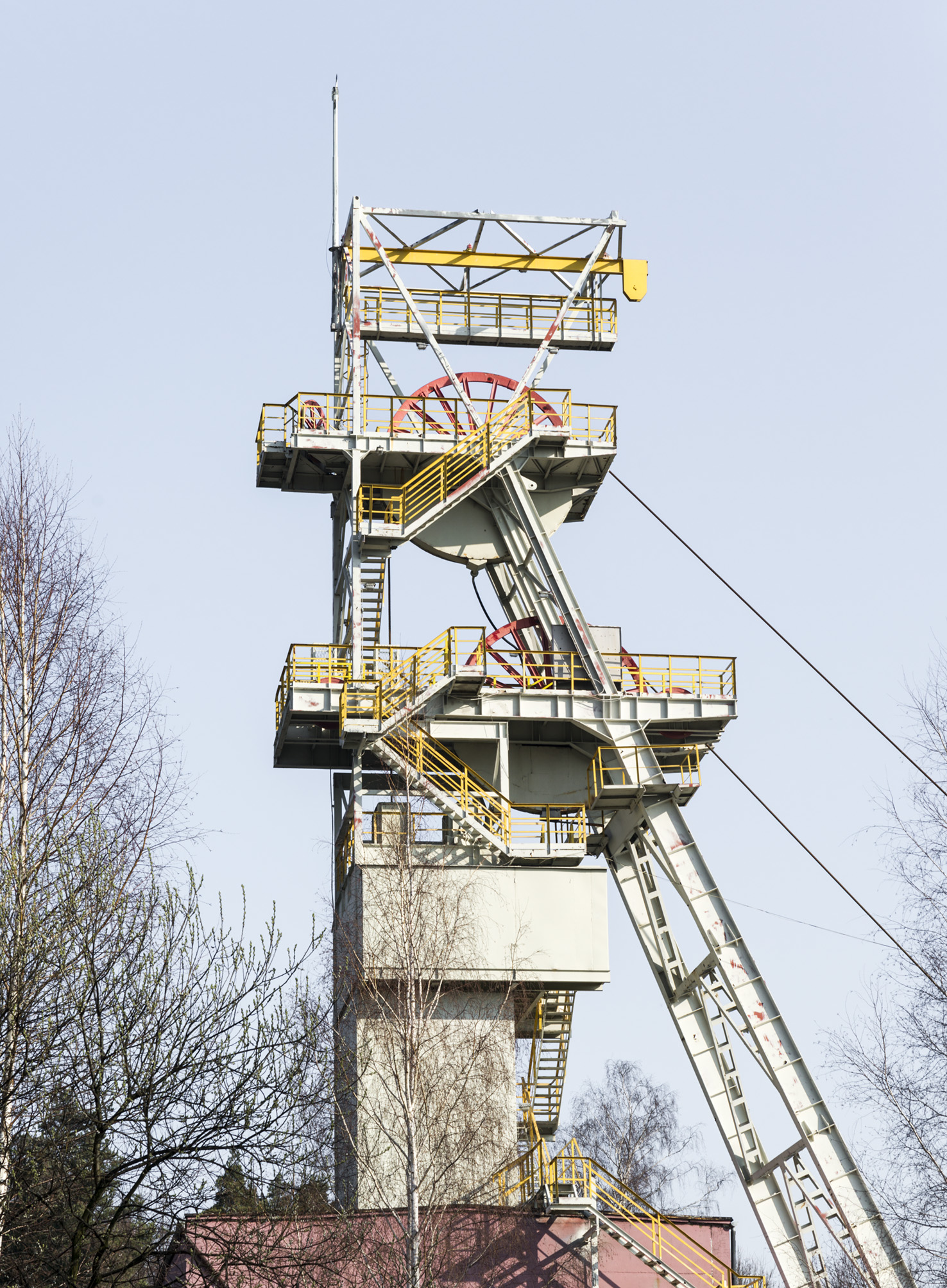
Wieża wyciągowa szybu IV

Kopalnia została zbudowana w latach 1972–1975 i należała do Jaworznicko-Mikołowskiego Zjednoczenia Przemysłu Węglowego. W 1975 ruszyła pierwsza ściana wydobywcza. W 1979 roczne wydobycie kopalni wynosiło około 3 217 269 ton. Po wprowadzeniu stanu wojennego na poziomie 650 m około dwóch tysięcy górników rozpoczęło 14 grudnia 1981 najdłuższy w powojennym górnictwie podziemny strajk, który był protestem przeciw militaryzacji kopalni oraz zawieszeniu działalności wszelkich organizacji i stowarzyszeń. Do końca protestu wytrwało pod ziemią ponad tysiąc osób. Strajkujący wyjechali na powierzchnię 28 grudnia 1981, po uzyskaniu od władz gwarancji bezpieczeństwa. Od 1982 przejęta została przez Zjednoczenie Kopalń Węgla Kamiennego w Mysłowicach. W 1990 wydobycie uzyskiwało się z 18 ścian. Od 1993 kopalnia wchodzi w skład Nadwiślańskiej Spółki Węglowej. 1 lipca 2000 do kopalni przyłączono KWK Czeczott jako „Ruch II”. 1 lipca 2016 KWK Piast została połączona z KWK Ziemowit, tworząc jedną kopalnię – KWK Piast-Ziemowit.

## Charakterystyka kopalni
W latach 2003–2016 KWK Piast należała do spółki Kompania Węglowa S.A. i zatrudniała 7000 pracowników. Od 2016 należy do Polskiej Grupy Górniczej sp. z o.o. Ma zdolność wydobywczą ok. 5 500 000 ton rocznie. Jako pierwsza kopalnia węgla kamiennego w Polsce KWK Piast otrzymała w 2002 certyfikat zgodności Systemu Zarządzania Jakością z Normą ISO 9001:2000. Produkuje węgiel o nazwie „retopal” (retopal to rodzaj miału o obniżonej zawartości siarki). Za produkcję tego ekologicznego węgla otrzymała nagrodę specjalną na IV Tyskich Targach Budownictwa i Przedsiębiorczości oraz „Złoty Liść” za technologię PRO-EKO na II Powiatowych Targach Przedsiębiorczości i Ekologii w powiecie bieruńsko-lędzińskim. Na III Powiatowych Targach Przedsiębiorczości i Ekologii 2005 w Imielinie kopalnia zdobyła wyróżnienie za workowany, wzbogacony węgiel o nazwie „retopal”. 22 czerwca 2005 w Teatrze Śląskim w Katowicach w IV edycji konkursu o „Ekolaury Polskiej Izby Ekologii” otrzymała Statuetkę „Ekolaurów” autorstwa znanego rzeźbiarza prof. Jacka Sarapaty.
Kopalnia posiada unikatową w skali europejskiej linię paczkującą o wydajności 9 ton surowca na godzinę. Pakowany jest on do 25-kilogramowych worków. W celu utrzymania zakładu i takiej samej wysokości zatrudnienia planuje się zakończenie eksploatacji w rejonie „Ruch II” i przemianę kopalni w zakład przetwórczy produkujący „retopal”.